# گلستان (فریمان)
گلستان (فریمان)، روستایی از توابع بخش قلندرآباد شهرستان فریمان در استان خراسان رضوی ایران است.

## جمعیت
این روستا در دهستان قلندرآباد قرار دارد و براساس سرشماری مرکز آمار ایران در سال ۱۳۸۵، جمعیت آن ۱۲۹ نفر (۳۲خانوار) بوده‌است.
بر اساس مستندات پسر محمد علی پهلوان زاده این روستا بوده است که نام او رجبعلی بود